# Phyllonorycter rhododendrella
Phyllonorycter rhododendrella là một loài bướm đêm thuộc họ Gracillariidae. Nó được tìm thấy ở Hoa Kỳ (Tennessee).
Ấu trùng ăn Rhododendron carolinianum và Rhododendron punctatum. Chúng ăn lá nơi chúng làm tổ.